# El amor es ciego: Mundo Arabe
Love Is Blind: Habibi es una serie de telerrealidad basada en la versión estadounidense original del mismo nombre. Los participantes de este proyecto provienen de varios estados árabes y la mayoría vive y trabaja actualmente en los Emiratos Árabes Unidos . Conducido por la popular pareja de actores Khaled Saqer y Elham Ali, se estrenó en Netflix el 10 de octubre de 2024.  Se lanzó un episodio de reunión el 1 de noviembre de 2024.

## Resumen de la temporada
| Parejas           | Casados | Todavía juntos | Notas de relación |
| ----------------- | ------- | -------------- | --- |
| Safa and Mohammad | Sí\|    | Sí\|           | Casados en 2024 |
| Dounia and Chafic | No      | Sí             | La pareja más joven de la temporada. Separados en el altar. Confirmaron en la reunión que siguen juntos. |
| Asma and Khatab   | No      | No             | Tuvieron una relación difícil todo el tiempo, pero la familia de Asma no lo aprobó y no se presentó a la boda, lo que finalmente llevó a un "no" en el altar. |
| Karma and Ammar   | No      | No             | Se separaron antes de la boda debido a diferencias en los objetivos profesionales. Ammar no apoyaría el deseo de Karma de convertirse en bailarina, considerándolo una profesión inaceptable.                                                                     |
| Nour and Mido     | No      | No             | Mido le propuso matrimonio a Nour después de que Chafic, con quien había estado hablando anteriormente, decidiera terminar su relación. La relación entre Nour y Mido comenzó con dificultades y terminó cuando Mido abandonó el experimento sin informar a Nour. |
| Hajar and Simo    | No      | No             | Separados antes de la boda. |

## Participantes

### Temporada 1
| Name                     | Age | Occupation                   | Hometown                   | Relationship Status                |
| ------------------------ | --- | ---------------------------- | -------------------------- | ---------------------------------- |
| Safa Al Jibori           | 38  | Gerente financiera           | Iraq y Kuwait              | Casados                            |
| Mohammed Alkiswani       | 36  | Gerente de Marketing y Marca | Palestina y Jordania       | Casados                            |
| Asma Sami                | 34  | Comercializadora regional    | Egipto                     | Llegaron a la boda, no se casaron. |
| Khatab Hindi             | 32  | DJ y productor musical       | Iraq                       | Llegaron a la boda, no se casaron. |
| Chafic Yactine           | 27  | Empresario                   | Libia                      | Llegaron a la boda, no se casaron. |
| Dounia Allbrahim         | 24  | Creador de contenido         | Marruecos y Arabia Saudita | Llegaron a la boda, no se casaron. |
| Ammar Zam                | 32  | Dentista                     | Syria                      | Separados antes de la boda.        |
| Karma Ben Messaoud       | 29  | Dueño de negocio             | Túnez                      | Separados antes de la boda.        |
| Hajar Asli               | 29  | Emprendedora de moda         | Marruecos                  | Separados antes de la boda.        |
| Mohamed "Simo" Nasrollah | 34  | Dueño de negocio             | Marruecos                  | Separados antes de la boda.        |
| Mohamed "Mido" Gahed     | 39  | Agente de bienes raíces      | Egipto                     | Separados antes de la boda.        |
| Nour El Hajj             | 29  | Modelo                       | Líbano                     | Separados antes de la boda.        |
| Shereen Abdulla          | 34  | Empresario                   | Bahrain                    |                                    |
| Al-Jawhara Ajaji         | 38  | Influencer                   | Arabia Saudita             |                                    |
| Ali Alamm                | 35  | Blogger                      | Bahrain                    |                                    |
| Yasmin DK                | 30  | Jefe de Recursos Humanos     | Túnez                      |                                    |
| Rami Alwan               | 30  | Jefe de Ventas               | Líbano                     |                                    |
| Rakan Alruwaily          | 33  | Empresaria                   | Arabia Saudita             |                                    |
| Sarah                    | 35  | Bienes Raices                | Argelia y Marruecos        |                                    |
| Karim Ibrahim            | 33  | Director ejecutivo           | Líbano                     |                                    |
| Salim Anouti             |     |                              | Líbano                     |                                    |
| Iyad Mokhtar             |     |                              | Túnez                      |                                    |
| Khaled Tawil             |     |                              | Líbano                     |                                    |
| Nada Bayoumi             |     |                              | Egipto                     |                                    |

## Episodios
| N.º de episodio | Título                              | Fecha de Lanzamiento   |
| --------------- | ----------------------------------- | ---------------------- |
| 1               | Las cápsulas están abiertas, Habibi | 10 de octubre de 2024  |
| 2               | Es complicado                       | 10 de octubre de 2024  |
| 3               | Sorpresas                           | 10 de octubre de 2024  |
| 4               | Poner a prueba a Cupido             | 10 de octubre de 2024  |
| 5               | Las consecuencias                   | 10 de octubre de 2024  |
| 6               | Volver a la realidad                | 10 de octubre de 2024  |
| 7               | La familia importa                  | 10 de octubre de 2024  |
| 8               | Falta poco                          | 10 de octubre de 2024  |
| 9               | ¿Dar el sí o...?                    | 10 de octubre de 2024  |
| 10              | El reencuentro                      | 1 de noviembre de 2024 |

## Crítica
El programa día la bienvenida a 20 solteros en las cápsulas para experimentar una combinación de citas modernas y tradicionales. Sin embargo, el programa terminó con solo una pareja casada: Safa y Mohammad. Tres parejas llegaron a la etapa final, caminando hacia el altar con sus familiares y seres queridos presentes. 
Algunos aficionados recurrieron a las redes sociales para dar a conocer sus opiniones, especialmente hacia el reparto masculino, argumentando que los hombres muestran grandes señales de alerta: toxicidad, celos y ostentación de riqueza. También fue criticada fuertemente la posición de algunos miembros masculinos al criticar el perfume de sus parejas, su orientación profesional, el rol de las mujeres, su posición de dominación y las peleas un poco sin sentido que surgieron entre ellos debido al "respeto" que se debían tener entre ellos. Aún así, algunos miembros del reparto femenino fueron alagados, porque se mantuvieron firmes y fieles a sí mismas y a su arte hasta el final.
En general, es una de las pocas ventanas al mundo árabe, donde se puede evidenciar lo bueno y lo malo. En este experimento, el resto del mundo se puede dar cuenta de lo diversa que es la cultura árabe.